# 王竞
王竞（1984年—），贵州省贵阳市人，中国国家级足球裁判，就职于贵州省足球运动管理中心。2016年起主吹中超联赛。王竞2010年参加中国足协裁判培训，2012年起执法中国足球乙级联赛，2014年获得晋升开始执法中甲联赛。2016年，他再次获得提拔，成为中国足球超级联赛裁判员。他执法的首场中超比赛是2016年5月8日杭州绿城主场与广州恒大的比赛。王竞由此成为贵州省首位中超裁判，也是2009年之后中国西南地区首位执法中超联赛的主裁判。

## 延伸阅读
[在维基数据编辑]
 《金史·卷125》，出自脱脱《遼史》